# يودا
يودا (بالإنجليزية: Yoda)‏ هو شخصية خيالية في عالم حرب النجوم، وظهرت أول مرة في عام 1980 في الحلقة الخامسة الامبراطورية ترد الضربة. في الثلاثية الأصلية، وقام بتدريب لوك سكاي ووكر للقتال ضد الإمبراطورية المجرية الشريرة. في الأفلام التالية، كان يودا أحد أسياد مجلس الجيداي وكان قائدا عاما في حروب المستنسخين.
في عام 2007، تم اختيار يودا من قبل مجلة إمباير في المرتبة 25 بين أعظم شخصيات الأفلام على الإطلاق. بينما وضعه موقع فاندومانيا في المرتبة 60 بين أعظم 100 شخصية خيالية.
أقيم تمثال شمعي ليودا في مدخل مركز ليترمان للفنون الرقمية التابع لشركة لوكاس فيلم في سان فرانسيسكو.

## الصوت والتحريك
قدم فرانك أوز صوت يودا في كل الأفلام واستغل مهاراته في تحريك العرائس في ثلاثية حرب النجوم الأصلية، وفيلم تهديد الشبح. كما أدى وارويك ديفيس تحريك دمية يودا في بعض مشاهد الحلقة الأولى. كما قام جون ليثغو بتأدية صوت يودا في الاقتباس الإذاعي للحلقتين الخامسة والسادسة، أدى توم كين صوته في عدد من ألعاب الفيديو ومسلسل حروب المستنسخين بجزأيه اللذان صدرا عامي 2003 و2008.
استوحى فنان المكياج ستيوارت فريبورن وجه يودا من وجهه الخاص كما أخذ لمحات من وجه ألبرت آينشتاين. أعيد تصميمه في فيلم تهديد الشبح ليبدو أصغر سنا. تم استخدام الحاسوب للقطات البعيدة، لكن تم استعمال الدمى في أغلب اللقطات. قام نيك دودمان بإعادة تصميم الدمية بناء على تصميم ستيوارت فريبورن الأصلي.
تم رسم يودا عن طريق الكمبيوتر في الحلقتين الثانية والثالثة، ليتم تنفيذ مشاهد لا يمكن تنفيذها بالدمى، كمشاهد القتال. ظهر وجهه في عدة لقطات مقربة في فيلم انتقام السيث، ما تطلب هذا عملا دقيقا على الكمبيوتر ليطابق شكل الدمية.
تم وضع رسومات كمبيوترية ليودا في إصدار البلو راي الخاص بفيلم تهديد الشبح عام 2011.

## الشخصية
يودا هو أحد أسياد الجيداي الأقوياء في عالم حرب النجوم. أراد جورج لوكاس في البداية أن يمنحه اسما كاملا كما للشخصيات الأخرى، ولكن بدلا من ذلك اختار أن يجعل عدة تفاصيل عن حياته مجهولة. لم يتم إيضاح فصيلة يودا أو موطنه في أي من أدبيات حرب النجوم الرئيسية، حيث بقي أصله دون إيضاح. وله طريقة مميزة في الكلام حيث يضع نصف الجملة الأول في آخرها.
تكشف الأفلام وأدبيات العالم الموسع أنه درب العديد من فرسان الجيداي، بمن فيهم كونت دوكو؛ ميس ويندو؛ أوبي وان كينوبى (قبل أن يتولى تدريبه كوي غون جين)؛ وأخيرا لوك سكاي ووكر. في الثلاثية التالية، يظهر كمرشد للتلاميذ الصغار في معبد الجيداي قبل أن يتعهد بهم أحد الأساتذة. تم عرض هذه التفاصيل في مشهد في هجوم المستنسخين.

## الأفلام

### الحلقة الخامسة: الإمبراطورية ترد الضربة
ظهر يودا أول مرة في فيلم الإمبراطورية ترد الضربة. حيث وصل لوك سكاي ووكر (مارك هاميل) إلى كوكب داغوبا ليتلقى الإرشاد منه، وذلك بعد أن نصحه بذلك شبح أوبي وان كينوبى (أليك غينيس).
لا يقوم يودا بالتعريف عن نفسه في البداية، حيث يقوم باختبار صبر لوك بإظهار نفسه كشخص ساخر وخرف، الامر الذي يستفز لوك وزميله الآلي R2-D2. صدم لوك عندما أدرك أن هذا المخلوق المسن هو معلم الجيداي الذي كان يسعى إليه. لم يكن يودا يرغب بتعليم لوك الذي بدأ يظهر غضبه، لكنه وافق بطلب من أوبي وان. ثم اختار لوك أن يرحل عن داغوبا قبل أن ينهي تدريبه، لكي يواجه دارث فيدر وينقذ أصدقاءه، وتجاهل تحذيرات يودا وأوبي وان بأنه ليس مستعدا لمواجهة فيدر.

### الحلقة السادسة: عودة الجيداي
ظهر يودا في مشهد قصير في فيلم عودة الجيداي، بعد مرور عام من أحداث الحلقة الخامسة. حيث أصبح مريضا وضعيفا، وأبلغ لوك أن تدريبه قد اكتمل ولكنه لن يكون من الجيداي حتى يواجه دارث فيدر، وأكد له أن فيدر هو والده. مات يودا بعدها بسلام وهو بعمر التسعمائة، واختفى جسده وأصبح داخل القوة. بعد لحظات أخبره شبح أوبي وان أن لديه أختا توأم وهي الأميرة ليا (كاري فيشر).
ظهر يودا في المشهد الأخير من الفيلم، بعد هزيمة الإمبراطورية، حيث يرى لوك روح يودا وهو تشاهده بفخر، إلى جانب أوبي وان وأناكين سكاي ووكر بعد أن كفّر عن نفسه.

### الحلقة الأولى: تهديد الشبح
ظهر يودا بشكل أصغر في الثلاثية الثانية التي ابتدأت بفيلم عودة الشبح. وهي آخر مرة شارك فيها فرانك أوز في الفيلم كمحرك دمى. عندما أصدرت نسخة البلو راي عن الفيلم في عام 2011، تمت الاستعاضة عن مشاهد دمية يودا برسوم كمبيوترية. تقع أحداث الفيلم قبل 35 عاما من الحلقة الخامسة، حيث يقوم كوي غون جين (ليام نيسون) بإحضار أناكين سكاي ووكر (جيك لويد) إلى مجلس الجيداي. كان كوي غون مقتنعا أن الصبي هو «المختار» والذي سيجلب التوازن إلى القوة، وطلب أن يدرب ليصبح من الجيداي. لم يرتح يودا من الصبي، خاصة أنه متعلق بذكرى أمه، وتوقع أن الصبي أناكين سيكون خطرا عليهم، فرفضوا طلبه في البداية.
قتل كوي غون في مبارزة مع دارث مول، وقبل أن يموت طلب من أوبي وان كينوبى (ايوان ماكجريجور) أن يتم تدريب أناكين ليصبح من الجيداي، فأصبح أوبي وان مدرب الصبي، دون إذن يودا. حاول يودا إقناعه لكنه فشل، فوافق على أن يتم تدريب أناكين.

### الحلقة الثانية: هجوم المستنسخين
بعد مرور عقد على أحداث الفيلم الأول، يظهر يودا وهو يبدي قلقه من مجموعة الانفصاليين التي تتمرد على الجمهورية. يظهر يودا وهو ينقذ أوبي وان وأناكين من قبضة الكونت دوكو، حيث أظهر مهاراته العالية في القتال رغم كبر سنه.

### الحلقة الثالثة: انتقام السيث
في الحلقة الثالثة، قاد يودا مجلس الجيداي في بحثه عند قائد السيث الغامض دارث سيديوس. في الوقت ذاته قام السيناتور بالباتين بتبوء السلطة وبدأ بالتدخل في شؤون الجيداي بأن عين أناكين ممثلا له في المجلس. منح المجلس أناكين مقعدا في المجلس، لكن لم يمنحه رتبة سيد حتى لا يكون لبالباتين صوت في المجلس. الأمر الذي جعل أناكين يفقد ثقته في الجيداي.
طلب أناكين المساعدة من يودا حول رؤيا أتته تنبئه بموت شخص مقرب له. لم يكن يودا وقتها مدركا للعلاقة بين أناكين وبادمي، ونصحه بأن يدرب نفسه على التخلي عن كل شيء يخشى فقدانه. استطاع بالباتين أن يتلاعب بعقل أناكين، ووعده أنه سيتمكن من إنقاذها إذا ما انتقل إلى الجانب المظلم من القوة.
أعلن بالباتين نفسه إمبراطورا مدى الحياة بعد أن ألغى الجمهورية، وأمر الجنود المستنسخين بقتل جنرالات الجيداي. في هذا الوقت، كان يودا على كوكب كاشيك في معركة بين القوى الانفصالية وبين جنود المجرة والووكي. شعر يودا بموت جميع فرسان الجيداي. وبعد أن تخلص من الجنود الذين أمروا بقتله، وهرب بمساعدة تشوباكا وعاد إلى كوكب كوروسكانت، انضم هناك إلى أوبي وان واتجهوا لمعبد الجيداي لإنقاذ الفرسان الباقين. اكتشفوا هناك أن كل الجيداي قد قتلوا حتى الصغار منهم، وأن أناكين هو القاتل. قرر يودا مواجهة بالباتين، وطلب من أوبي وان أن يقتل تلميذه السابق. أصر يودا على قراره رغم احتجاج أوبي وان، لأن أوبي وان ليس قويا بما يكفي لمواجهة دارث سيديوس (الذي اتضح أنه بالباتين نفسه)، وأن اناكين الذي يعرفه قد انتهى.
بدأت المواجهة بين يودا وبالباتين بسيوف الليزر، ونجح في إسقاط خصمه. لكنه اضطر للهرب والاختباء في كوكب داغوبا، إلى حين تأتي فرصة أخرى ليهزم بالباتين. وقد اقترح في النهاية ان يتم نقل طفلي أناكين، وهما لوك وليا، إلى أماكن بعيدة.

### فيلم يودا
عندما قامت شركة ديزني بشراء لوكاس أرتس، قررت إنتاج ثلاثية جديدة وعدة أفلام متفرعة. وذكرت ان أول فيلم متفرع سيركز على يودا، ولكن لم يتم توضيح تفاصيل القصة.

## تلفزيون
كان يودا من الشخصيات الثانوية في مسلسل حروب المستنسخين (في النسختين عامي 2003 و2008) حيث كان أحد قادة مجلس الجيداي، وساعد الشخصيات الأساسية في مهامها.

## العالم الموسع
يظهر يودا يعمل كشخصية مساعدة في سلسلة حروب المستنسخين المصورة التي قدمتها دارك هورس كوميكس. وهو أيضا شخصية مهمة في عدة روايات عالم حرب النجوم، وأهمها يودا: مقابلة مظلمة. كما يظهر في فقرة جولات النجوم التي قدمتها ديزني لاند، حيث قدم صوته الممثل الأصلي، فرانك أوز.